# 鲁方日
鲁方日（法語：Rouffange，法語發音：[ʁufɑ̃ʒ]）是法国汝拉省的一个市镇，位于该省北部偏东，属于多勒区。

## 地理
鲁方日（47°13'28"N, 5°42'23"E）面积2.87 平方千米，位于法国勃艮第-弗朗什-孔泰大區汝拉省，该省份为法国东部内陆省份，北起上索恩省，西北接科多尔省，西临索恩-卢瓦尔省，南至安省，东与杜省和瑞士接壤。
与鲁方日接壤的市镇（或旧市镇、城区）包括：帕涅、埃特拉博讷、罗曼、塔克塞讷。
鲁方日的时区为UTC+01:00、UTC+02:00（夏令时）。

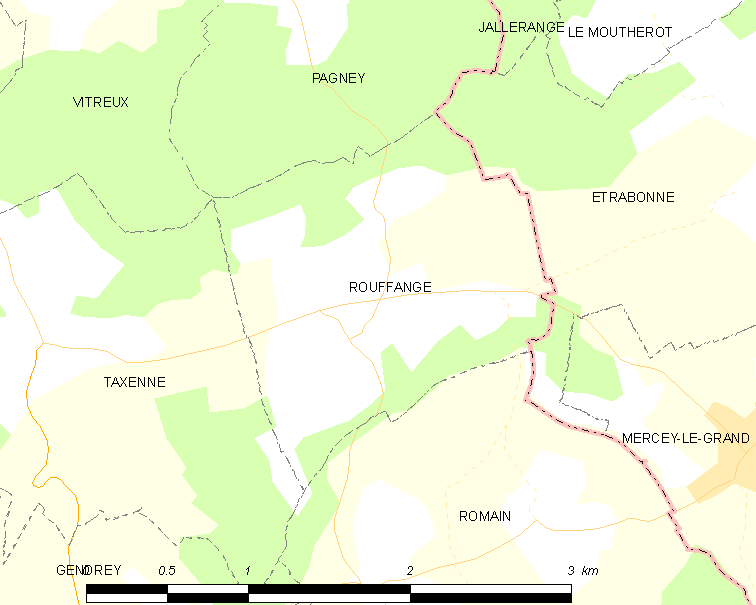
鲁方日的OSM定位图

## 行政
鲁方日的邮政编码为39350，INSEE市镇编码为39469。

## 交通
汝拉省省道D125线经过镇中心。

## 政治
鲁方日所属的省级选区为欧蒂姆县。

## 人口

1962-2008年间鲁方日人口变化图示

鲁方日于2022年1月1日时的人口数量为120人。